# Imja-myeon
Imja-myeon (koreanska: 임자면)  är en socken i kommunen Sinan-gun i provinsen Södra Jeolla i den sydvästra delen av Sydkorea, 285 km söder om huvudstaden Seoul. Den består av tre bebodda öar och ett antal mindre obebodda öar. Den största ön är Imjado (40,9 km²) med 2 940 invånare.